# Friedrich Heinicke
Friedrich Heinicke (* 7. Juni 1892 in Chemnitz; † 4. November 1950 in Waldheim hingerichtet) war ein deutscher Offizier der Wehrmacht und Kommandant im Wehrmachtsgefängnis Torgau.
Der gelernte Kaufmann wurde 1912 Leutnant im kaiserlichen Heer, 1920 Hauptmann in der Reichswehr. 1940 trat er wieder in die Wehrmacht als Hauptmann ein und wurde am 1. Januar 1941 als Major Kommandant des Wehrmachtsgefängnisses Torgau-Brückenkopf, einem der zwei in Torgau (neben „Fort Zinna“ unter Heinrich Remlinger). Dort galt er als der „Henker von Torgau“, wo über 1000 Todesurteile vollstreckt wurden und zahlreiche Folterungen vorkamen. Er nahm persönlich an einer unklaren Zahl von Hinrichtungen teil. Torgau war von 1943 bis 1945 der Sitz des Reichskriegsgerichtes. Auch bei der Räumung im April 1945 kamen grausame Verbrechen vor.
Nach einer Internierung in sowjetischen Speziallagern bis 1950 wurde er in den Waldheimer Prozessen zum Tode verurteilt, seine Berufung verworfen und er am 4. November 1950 hingerichtet.
Heinicke war 1933 Mitglied im Reichskolonialbund und 1935 Mitglied im NSKK. Er ist nicht zu verwechseln mit dem ebenso hingerichteten Ernst Heinicker.